# زافودوكوفسك
زافودوكوفسك (بالروسية: Заводоуковск) هي إحدى مدن روسيا في الكيان الفدرالي الروسي تيومين أوبلاست.